# SStB – Nabresina bis Prosecco

SB 28 No. 665 bereits in Standard-Dreikuppler umgebaut

Die Dampflokomotiven SStB – Nabresina bis Prosecco waren acht Stütztenderlokomotiven der Südlichen Staatsbahn (SStB) Österreich-Ungarns nach Bauart Engerth.
Die acht Lokomotiven wurden von der Maschinenfabrik Esslingen 1857 geliefert.
Sie erhielten die Namen „NABRESINA“, „REIFNITZ“, „LIPIZZA“, „BISTRITZA“, „MONTONA“, „MITTERBURG“, „STEINALPE“ und „PROSECCO“.
Alle Lokomotiven dieser Reihe kamen 1858 im Zuge der Privatisierung österreichischer Staatsbahnen zur Südbahngesellschaft, die sie als Reihe 22 (ab 1864 als Reihe 28) bezeichnete.
Sechs Maschinen dieser Reihe wurden von 1869 bis 1886 in normale dreifach gekuppelte Lokomotiven mit Standardtendern umgebaut.
Die beiden restlichen Loks wurden vor dem anstehenden Umbau ausgemustert.
Die umgebauten Loks waren bis 1907 im Einsatz.